# 조인영
조인영(趙寅永, 1782년 ~ 1850년)은 조선의 문신이다. 자는 희경(羲卿), 호는 운석(雲石), 본관은 풍양(豊壤)이다. 조선에 고구마를 도입했던 조엄의 손자이자 효명세자의 장인 조만영의 동생이다. 풍양 조씨 세도의 중심 인물이었다.

## 생애
금석학(金石學)에 관심이 있어 1817년(순조 17년) 김정희와 함께 북한산 신라 진흥왕 순수비를 확인하기도 하였다.
1819년(순조 19년) 식년문과에 장원급제, 성균관대사성, 전라도관찰사, 경상도관찰사, 이조참의, 직제학을 역임하고 이조참판, 예조참판, 동지돈녕부사, 홍문관제학을 한 뒤 대사헌을 거쳐 공조판서, 우참찬, 예문관제학을 차례차례 하며 수원유수, 예조판서, 한성부판윤을 지내고 이조판서를 역임하였다. 당시 나이 어린 헌종을 대신하여 순원왕후가 정사를 맡아보게 되자, 안동 김씨가 세력을 잡기 시작하였다. 그는 이에 맞서 풍양 조씨의 중심 인물이 되어 외종손 헌종을 보필하였다. 호조판서와 대제학을 거쳐 1841년(헌종 7) 의정부 우의정을 거쳐 의정부 영의정에까지 올랐다. 1839년 기해박해를 일으켜 천주교를 탄압하였으며, 1847년 《국조보감》을 지을 때 공이 컸다.
저서로 《운석유고》가 있다.

## 가족 관계
| - 조부 : 조엄(趙曮, 1719~1777) - 조모 : 풍산 홍씨(豊山 洪氏, 1717~1808) - 홍현보(洪鉉輔)의 딸이며 혜경궁 홍씨의 고모 - 아버지 : 조진관(趙鎭寬, 1739~1808) - 외조부 : 홍익빈(洪益彬, 1709~1767) - 외조모 : 기계 유씨(杞溪 兪氏, ?~1750) - 유척기의 딸 - 어머니 : 남양 홍씨(南陽 洪氏, 1739~1799) - 형 : 풍은부원군(豊恩府院君) 조만영(趙萬永, 1776~1846) - 헌종의 외조부 - 형수 : 덕안부부인(德安府夫人) 은진 송씨(恩津 宋氏, 1776~1834) - 송시연(宋時淵)의 딸 - 형 : 조원영(趙原永, 1777~1825) - 숙부 조진의(趙鎭宜)의 양자가 됨 - 형수 : 한용구(韓用龜)의 딸 - 누이 : 완산 이씨 이복연(李復淵)에게 시집감 - 누이 : 안동 김씨 김병문(金炳文)에게 시집감 - 누이 : 해평 윤씨 윤경렬(尹慶烈)에게 시집감 - 누이 : 용인 이씨 이재문(李在文)에게 시집감 | - 부인 : 안동 김씨(安東 金氏) - 김세순의 딸 - 장녀 : 청풍 김씨 김학성(金學性)에게 시집감 - 차녀 : 전주 이씨 이인우(李寅禹)에게 시집감 - 삼녀 : 대구 서씨 서익보(徐翼輔)에게 시집감 - 양자 : 조병기(趙秉夔, 1821~1858) - 양손 : 조영하(趙寧夏, 1845~1884) - 갑신정변때 피살됨 |

## 저서
- 《운석유고》

## 같이 보기
- 조만영
- 김조순
- 조성하
- 조영하
- 신정왕후
- 효명세자
- 헌종